# Tournans
Tournans település Franciaországban, Doubs megyében. Lakosainak száma 112 fő (2022. január 1.). Tournans Battenans-les-Mines, La Bretenière, Fontenotte, Huanne-Montmartin, Rognon, Tallans, Trouvans és Verne községekkel határos.

## Népesség
A település népessége az elmúlt években az alábbi módon változott:
| Lakosok száma | 112  | 83   | 87   | 111  | 130  | 132  | 127  | 117  | 115  | 112  |
|               | 1968 | 1982 | 1990 | 2006 | 2013 | 2015 | 2017 | 2019 | 2020 | 2022 |